# Cyril Aldred
Cyril Aldred (né le 19 février 1914 à Fulham (Londres), Royaume-Uni ; mort le 23 juin 1991 à Édimbourg, Écosse), fils de Frederick Aldred et de Lilian Ethel Underwood-Aldred, est un égyptologue et historien d'art anglais, auteur de nombreux ouvrages. Il a travaillé au Department of Art and Archaeology au Royal Museum of Scotland, ainsi qu'au Department of Egyptian Art au Metropolitan Museum of Art.

## Publications
De nombreux ouvrages ci-dessous ont été republiés après sa mort.
- Jewels of the Pharaohs ; Egyptian jewellery of the Dynastie Period ; (Unknown Binding), Thames & Hudson, 1971,  (ISBN 0500231389)
- Akhenaten and Nefertiti, Studio, 1973,  (ISBN 0670111392)
- Die Juwelen Der Pharaonen, Schuler Verlagsgesellschaft, 1976,  (ISBN 3779640589)
- Jewels of the Pharaohs: Egyptian Jewelry of the Dynastic Period, Ballantine Books, 1978,  (ISBN 0345276221)
- Tut-Ankh-Amun and His Friends, Bellerophon Books, 1979,  (ISBN 0883880431)
- Tutankhamun, The Artist's Limited Edition, 1979
- Tutankhamen's Egypt, MacMillan Publishing Company, 1980,  (ISBN 0684168863)
- Egypt to the End of the Old Kingdom, Thames & Hudson, 1982,  (ISBN 0500290016)
- Egyptian Art, coll. « World of Art », Thames & Hudson ; Reprint edition, 1985,  (ISBN 0500201803)
- Akhenaten, Pharaoh of Egypt: A New Study (New Aspects of Antiquity), Time Warner Books UK, 1988,  (ISBN 0349100632)
- Akhenaten: King of Egypt, Thames & Hudson ; Rep edition, 1991,  (ISBN 0500276218)
- A Coloring Book of Tutankhamun, Bellerophon Books, 1995,  (ISBN 0883880598)
- Los Egipcios (Historia),  (ISBN 8496052885)
- Ancient Egypt in The Metropolitan Museum "Journal" Volumes 1-11 (1968-1976), Metropolitan Museum of Art, 1996,  (ISBN 0300085680)
- Arte Egipcio, Destino Ediciones, 1996,  (ISBN 8423322548)
- Akhénaton, roi d'Égypte, Seuil, 1997,  (ISBN 2020177846)
- Chief of Seers: Egyptian Studies in Memory of Cyril Aldred (Studies in Egyptology), Kegan Paul, 1997,  (ISBN 0710304498)
- The Egyptians (Ancient Peoples and Places), Thames & Hudson ; 3rd Rev edition, 1998,  (ISBN 0500280363)
- Art In Ancient Egypt Middle Kingdom, Alec Tiranti,  (ISBN 0854588493)
- Art In Ancient Egypt New Kingdom, Alec Tiranti,  (ISBN 0854583602)
- L'Art égyptien, Thames & Hudson, 2003,  (ISBN 2878110048)